# トーマス・ドス
トーマス・ドス（Thomas Doss, 1966年6月6日 リンツ - ）は、オーストリアの作曲家、指揮者。作品は吹奏楽編成によるものが多い。

## 人物・来歴
両親は共に音楽家で、ドスは7歳のときに両親から最初の音楽教育を受け、テノールホルンとトロンボーンを学ぶ。11歳の時に、最初の作曲を行っている。
故郷リンツにあるブルックナー音楽大学で学び、緩急法、トロンボーン、作曲および指揮などを習った。その後、ウィーンの音楽学校やザルツブルクのモーツァルテウム音楽大学、マーストリヒト音楽院などでも学んだ。後に渡米、ロサンゼルスのユニバーサル・スタジオのスタッフとして、ジョン・ウィリアムズの下で活動した。
1988年にウィーン室内管弦楽団指揮者、1991年にクヴェトリンブルク国立管弦楽団首席指揮者。加えて、ウィーン音楽院（de:Konservatorium Wien Privatuniversität）で指揮の教授を務め、リンツの音楽学校等では吹奏楽の指揮と編曲を教えている。
ドスの楽曲は、日本国内においても、近年 各種学校から市民バンドに至るまで多くの吹奏楽団体によってコンサートやコンクールなどの場においてしばしば演奏されている。

## 主な作品
- アウローラ（Aurora）
- 悪党（Il Briccone）
- アトランティス（Atlantis）
- アルピナ・サガ（Alpina Saga）
- エンジョイ・ザ・ミュージック（Enjoy the Music）
- 金星ルチャーファル（Luceafarul）
- グリーン・ヒルズ・ファンタジー（Green Hills Fantasy）
- コンチェルト・トリコロール（Concerto Tricolore）
- ジェネシス（Genesis）
- ファナティック・ウインズ（FANATIC WINDS - Overture for Band）
- シダス（Sidus）
- セント・フローリアン・コラール（St. Florian Choral）
- ニクス（Nyx）
- マジック・オーヴァーチュア（Magic Overture）
- モンタナ・ファンファーレ（Montana Fanfare）
- 山の物語
- ツェッペリン交響曲（Zeppelin - Sinfonie）
- カーニバル 〜ティメルカン市場の賑わい〜（CARNIVAL）
- シンフォニーオブフリーダム（Symphony Of Freedom）

他